# Jacques de Maupeou
Pour les autres membres de la famille, voir Famille de Maupeou.
Jacques de Maupeou d'Ableiges, (prononcé « mau-pou »), né le 27 décembre 1899 à Nantes (Loire-Atlantique), mort le 22 janvier 1963 à Auzay (Vendée), propriétaire exploitant agricole, est un homme politique français, sénateur de la Vendée de 1948 à 1963.

## Biographie
Jacques de Maupeou est le fils de Gilles Noël de Maupeou d'Ableiges (1862-1927), capitaine de vaisseau, et Louise de Rorthays de Monbail (1862-1952).
Ancien élève de l'École du Louvre et de l'École des langues orientales, il contribue à la Revue des deux Mondes et au Journal des débats. Il dirige la Revue du Bas-Poitou de 1939 à 1956.
En mai 1940, il est à la tête d'une section de canons anti-char dans les Ardennes et est décoré de la Croix de guerre pour sa conduite à la bataille de Vendresse près de Sedan. Fait prisonnier par les Allemands à Saint-Valery-en-Caux en juin, il s'évade en juillet et revient chez lui en Vendée.
En 1948, il est élu au Conseil de la République et s'inscrit au groupe du RPF. Réélu en 1952 et en 1958, il est ensuite élu au Sénat en 1959. Il décède en cours de mandat en 1963.
Au Sénat, il s'inscrit au groupe des Républicains et indépendants. Il siège à la commission des affaires culturelles. Il est rapporteur au Sénat de la loi du 4 août 1962, dite loi Malraux, " sur la protection du patrimoine historique et esthétique de la France et rendant à faciliter la restauration immobilière " (J.O. n° 185 du 7 août 1962). 

## Mandats
- Maire d'Auzay (1945-1963)
- Sénateur de la Vendée (novembre 1948-janvier 1963)
- Président de la Société pour la protection des paysages et de l'esthétique de la France (1954-1963)

## Œuvres
- Contes d'un autre monde, Paris, éditions Eugène Figuière, 1934, 189 p.
- Le Chancelier Maupeou, préface du duc de la Force, Paris, Éditions de Champrosay, 1942, 253 p. Prix Thérouanne en 1943
- Histoire des Maupeou, Fontenay-le-Comte, impr. Lussaud, 1959, 300 p. (ouvrage hors commerce)

## Distinctions
- Croix de guerre 1939-1945 avec citation
- Chevalier de l'Ordre du Mérite de la République italienne